# Love?
Love? es el séptimo álbum de estudio de la cantante estadounidense Jennifer López. La fecha de lanzamiento del álbum fue el 3 de mayo de 2011 en Estados Unidos y algunos países americanos; mientras que en Irlanda, Australia y Alemania fue estrenado en el mes de abril del mismo año. López lo citó como su álbum más personal hasta la fecha, inspirándose en el nacimiento de sus gemelos y sus propias experiencias con el amor.
El álbum marcó el regreso de Lopez al estilo dance pop con la ayuda de los productores L.A. Reid y RedOne, entre otros. Las primeras etapas de producción y composición comenzaron durante el embarazo de Lopez en el año 2007. El disco se terminó de grabar en septiembre de 2009. Sin embargo, tras la salida de la cantante de la disquera en que se encontraba, Sony, inició una nueva sesión de grabación. El álbum incluye producciones musicales hechas, entre otras personas, por Tricky Stewart, The Dream, RedOne y la cantante estadounidense Lady Gaga.

## Antecedentes y producción
En febrero de 2009, la primera de varias nuevas grabaciones, «Hooked on you», comenzó a circular por Internet. Esto confirmó que López estaba de vuelta en el estudio grabando un nuevo álbum. En mayo de 2009, dos nuevos temas llegaron a la red: «One Love» y «(What is) LOVE?» (escrita por Wynter Gordon). En junio de 2009, López confirmó que estaba trabajando en un álbum de estudio y no en un compilado de grandes éxitos, como se creyó en un principio. «Trabajé en la música mientras estaba embarazada en casa, pero ahora es momento de involucrarse y concentrarse en la música. Poder terminar el proyecto es realmente emocionante», declaró López en una entrevista a MTV. En la misma entrevisya, López dijo que estaba elaborando algunos temas y tratando de terminar el disco para poder publicarlo a fines de 2009. Además, aseguró que el álbum tendría una concepto muy centrado y que su título ya lo había escogido, aunque se negó a revelar estos detalles. También confirmó que «One love» y «(What is) LOVE?» eran, en efecto, dos nuevas canciones que serían incluidas en el disco, pero no sabía si iban a convertirse en sencillos promocionales.
En julio de 2009, un vocero de López confirmó a la revista People que su nuevo álbum sería lanzado al mercado en enero de 2010. En octubre de 2009, la misma revista confirmó que el nombre del disco sería Love?.
López trabajó junto a los productores Darkchild, The Neptunes, el dúo APlus, Nathaniel «Danja» Hills, Chris n Teeb, Jim Jonsin y D'Mile. El 13 de septiembre de 2009, en la alfombra roja de los MTV Video Music Awards 2009, el rapero Pitbull reveló que había grabado una canción con López. También, contó que el video musical para la canción ya había sido filmado. La canción, que inicialmente se llamaba «Lola», resultó llamarse "Fresh Out The Oven" y fue producida por The Neptunes. Pero no era el primer sencillo, sino solamente una canción promocional para los Night Clubs y antros de Estados Unidos, que serviría para anunciar que J.Lo estaba a punto de regresar al mundo de la música, pero esta canción ni siquiera sería incluida en el disco. En octubre de 2009, un gran número de sitios web habían sido creados para promocionar el regreso de López, todos con el nombre de Who is Lola? ('¿Quién es Lola?').
Los rumores que indicaban que López estaba adoptando a Lola como su alter ego fueron desmentidos por la presidenta de Epic Records, Amanda Ghost. Ella aseguró que López no estaba convirtiéndose en Sasha Fierce (el alter ego artístico de Beyoncé) y que Lola no tenía nada que ver con el álbum Love?. Aclaró, además, que «Fresh out the oven» era una canción que le pareció divertida a Jennifer y que Lola era solo un personaje creado para esa canción. 
A inicios de noviembre del 2009, por fin se supo que el primer sencillo se llamaría "Louboutins" en honor a las zapatillas diseñadas por Christian Louboutin, el tema fue producido por Stewart y The-Dream. La canción fue escrita originalmente para la cantante Brandy, pero, al salirse ésta de Epic Records, la canción fue entregada a López.
Jennifer dio a conocer "Louboutins" a nivel mundial en la entrega de premios "American Music Awards". Sin embargo, al interpretar el tema, Jennifer se resbaló y cayó. Este accidente dio de que hablar en todo el mundo. 
Al siguiente día, la canción se lanzó en iTunes y Jennifer hizo promoción en varios programas como Ellen, So You Think You Can Dance y programas de radio. Sin embargo, la canción no tuvo impacto alguno y fracaso estrepitosamente en la radio. Este fracaso provocó la cancelación del lanzamiento a nivel mundial, así como de la grabación del video musical.
Al sentir que la disquera "Sony Music" ya no la apoyaba como antes y que estos no hicieron nada por salvar a "Louboutins", Jennifer decidió renunciar en febrero del 2010 a dicha casa discográfica. Después, empezó a buscar una nueva disquera que sí apoyara al 100% su proyecto "Love?".
Ese mismo mes, Jennifer se presentó en el programa Saturday Night Live donde canto en vivo dos temas nuevos "Until It Beats No More" producido por Radio, y "Starting Over" producido por Danja, y anunció que dichas canciones si vendrían en el postergado álbum "Love?"
Tras su separación de Sony/Epic, López firmó un contrato con la disquera Def Jam en donde continuo trabajando en el disco. Aunque logró llegar a un acuerdo con Sony Music y llevarse el trabajo que ya había hecho, comenzó una nueva sesión de grabación con Def Jam y anunció que ahora el disco saldrá hasta fin de año. 
En septiembre de 2010, dos nuevas canciones se filtraron en Internet, "Run the World" y "Good Hit" producidas por The Dream y Tricky Stewart. Ese mismo mes, inició la filmación del vídeo musical de "Good Hit" y "Take Care" que servirían para anunciar el regreso de López al estilo de lo que hicieron en el 2009 con "Fresh Out The Oven"
El 4 de diciembre, durante su visita a México para cantar en el "Teleton (México)" 2010, López confirmó que el primer sencillo de "LOVE?" se lanzaría en enero o febrero de 2011. El 9 de diciembre en el famoso especial anual "Las 10 personas más fascinantes", edición 2010, conducido por la presentadora de televisión Barbara Walters, finalmente fue revelada la portada del tan esperado álbum "Love?", siendo confirmada por López meses después en una red social.
El 14 de enero, y tras varios comentarios publicados en Internet por parte de gente cercana a López, e incluso del productor RedOne y ella misma, fue filtrado el demo del primer sencillo de "Love?" titulado "On the Floor" con la colaboración del rapero Pitbull. La canción obtuvo de inmediato críticas positivas que auguraban un éxito mundial y por fin el regreso al éxito de J.Lo.
En febrero del 2011, se lanza de forma oficial la canción "On The Floor" en la radio, convirtiéndose en un éxito mundial de grandes proporciones, alcanzando el #1 en iTunes de más de 20 países incluyendo Estados Unidos, Inglaterra, México, Canadá, Italia, Francia, España, Grecia, Alemania, etc.
En marzo se estrena el vídeo musical de "On The Floor" durante el programa American Idol y posteriormente en YouTube, con un éxito inusitado siendo hasta el momento el segundo vídeo musical más visto en toda la historia de YouTube
En entrevistas, López aseguró que Love? tendrá entre 11 y 14 canciones, incluyendo varios cortes de la sesión de grabación con Sony como "Starting Over" y "(What Is) LOVE?", y canciones nuevas grabadas con Def Jam como "Good Hit", "Run the World" y "On the Floor". 
De acuerdo con comentarios hechos en varias redes sociales, Lady Gaga y RedOne han escrito y producido dos canciones para López, "Invading my mind" e "Hypnotico". 
El sitio de descargas digitales iTunes anuncia en marzo que lanzara un countdown o cuenta regresa del disco "LOVE?" donde estrenarían 4 canciones del álbum antes de su fecha de lanzamiento, dichos temas fueron "Ven a bailar" (la versión en español de "On the Floor") que salió el 22 de marzo, "I'm Into You" que salió el 5 de abril, "Papi" que salió el 19 de abril, y "(What is) LOVE?" el 26 de abril. Jennifer también habla sobre la posibilidad de grabar todo el álbum "Love?" en idioma español.

## Sencillos
"On the Floor" es el primer sencillo del disco. Después de varios rumores, el 14 de enero de 2011 fue filtrado la versión Demo, esta canción fue producida por RedOne y cuenta con colaboración de Pitbull. La versión oficial de la canción fue estrenada el 18 de enero en el programa radiofónico de Ryan Seacrest y fue lanzado en iTunes de varios países el 22 de enero de 2011. La canción rápidamente se colocó en los primeros lugares pero fue hasta el 3 de marzo y tras el estreno del vídeo cuando logró estar en el #1 de Itunes de varios países, incluyendo Estados Unidos, México e Inglaterra. La canción se ha posicionado rápidamente en varios charts mundiales, siendo uno de los más importantes el #3 de la lista Billboard Hot 100 haciendo esta canción la más exitosa de López desde "Get Right". El 23 de enero fue grabado el vídeo de "On the Floor" y fue estrenado el 3 de marzo de 2011 en el show "American Idol". En el vídeo se puede ver a López bailando en un club, mientras es observada por sí misma caracterizada como lo que parece ser una Reina. Su vídeo llegó a ser el tercero más visto de Youtube, superando las 760 millones de visitas. Obtendría con el paso del tiempo más de 1000 millones de visitas.
"I'm Into You (feat. Lil' Wayne)" es el segundo sencillo desprendido de "Love?" y lanzado oficialmente en mayo del 2011, esta canción fue escrita por Taio Cruz y producida por Stargate. Alcanzó el #20 de la Radio Pop, y el #41 del Billboard Hot 100. Mientras que en Inglaterra fue un gran éxito alcanzando el #9 del Top 40. Aunque su éxito se vio opacado debido al éxito mundial de "On The Floor". El vídeo musical fue filmado en Chichen Itza, México, y fue acompañada del famoso actor cubano William Levy. El vídeo fue un éxito instantáneo y ha tenido hasta la fecha más de 200 millones de visitas en YouTube.
"Papi" es el tercer sencillo desprendido del álbum, y se lanzó oficialmente el 27 de septiembre en la radio de Estados Unidos. Es una canción pop-dance producida por RedOne que ya esta #35 en la radio Pop, y el vídeo musical fue dirigido por el prestigiado Paul Hunter, donde vemos a Jennifer siendo perseguida por cientos de hombres en la calle. El 20 de noviembre Jennifer cantara este tema en los "American Music Awards" donde no había cantado desde que interpretó "Louboutins" en noviembre del 2009.

## Promoción

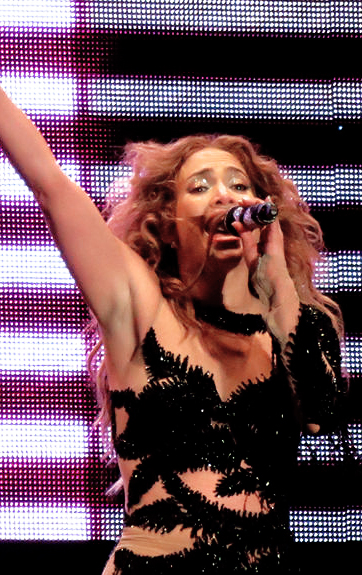
López interpretando "On the Floor" en su tour Dance Again World Tour en el año 2012.

El 18 de enero de 2010, en el programa de entrevistas Lopez Tonight, López apareció en lugar de George López y abrió el espectáculo con una comedia de diez minutos. George López apareció después de que ella terminó para continuar con el espectáculo y anunció que Jennifer regresaría en varias semanas con una banda en vivo para actuar. El 19 de febrero de 2010, López actuó en el 60º Festival de Música de San Remo en San Remo, Italia. Realizó un popurrí de sus éxitos más exitosos, así como "(What Is) Love?", presentándolo como el sencillo principal de la banda sonora de su próxima película The Back-up Plan. El 27 de febrero de 2010, López actuó y presentó un episodio de Saturday Night Live. Ella interpretó dos nuevas canciones: "Pieces" y "Starting Over", aunque luego se confirmó que la primera canción que interpretó López en realidad se llamó "Until It Beats No More", y no "Pieces" como se informó.
El 16 de enero de 2011, se lanzó un avance de un nuevo sencillo promocional, "Good Hit". En el video, López asume el papel de maestra para dirigir un salón de clases de estudiantes de una escuela de belleza. Fue dirigida por Alex Moors allá por octubre de 2010, seguida de otra canción llamada "Take Care". Fue el segundo sencillo promocional de Love?después de "Fresh Out the Oven" con Pitbull (2009).
El debut del primer sencillo oficial del álbum, "On the Floor" con Pitbull, se programó para coincidir con el estreno del comercial de cabello de López L'Oréal durante la 68ª edición de los Globos de Oro ceremonia y su debut como juez de tiempo completo en la décima temporada American Idol (temporada 10) de American Idol. Varios sencillos promocionales más precedieron al lanzamiento del álbum, todos los cuales fueron lanzados exclusivamente a través de iTunes Store.  El 22 de marzo de 2011 se lanzó la versión en español de "On the Floor", titulada "Ven a Bailar", seguida de "I'm Into You" el 2 de abril, "Papi" el 17 de abril y "( ¿Que es el amor?" el 23 de abril de 2011. "I'm Into You" was subsequently confirmed as the album's official second single. "Papi" debutó en Finlandia en el número nueve, España en el número dieciocho, Canadá en el número sesenta y cinco y US en el número noventa y nueve.

## Lista de canciones
| Edición estándar |                                 |          |  |
| N.º              | Título                          | Duración |  |
| 1.               | «On the Floor» (feat Pitbull)   | 4:44     |  |
| 2.               | «Good Hit»                      | 4:03     |  |
| 3.               | «I'm Into You» (feat Lil Wayne) | 3:20     |  |
| 4.               | «(What Is) Love?»               | 4:26     |  |
| 5.               | «Run the World»                 | 3:55     |  |
| 6.               | «Papi»                          | 3:43     |  |
| 7.               | «Until It Beats No More»        | 3:50     |  |
| 8.               | «One Love»                      | 3:53     |  |
| 9.               | «Invading My Mind»              | 3:20     |  |
| 10.              | «Villain»                       | 4:00     |  |
| 11.              | «Starting Over»                 | 3:57     |  |
| 12.              | «Hypnotico» (bonus track)       | 3:34     |  |

| Bonus tracks Edición deluxe |                                |          |  |
| N.º                         | Título                         | Duración |  |
| 14.                         | «Everybody's Girl»             | 3:27     |  |
| 15.                         | «Charge Me Up»                 | 3:59     |  |
| 16.                         | «Take Care»                    | 2:56     |  |
| 17.                         | «Ven a bailar» (feat. Pitbull) | 4:27     |  |

## Posicionamiento en listas

### Semanales
| Alemania          | German Albums Chart   | 1  |
| Italia            | FIMI                  | 6  |
| México            | AMPROFON              | 1  |
| Suecia            | Sverigetopplistan     | 1  |
| Australia         | ARIA                  | 4  |
| Canadá            | Canadian Albums Chart | 2  |
| Bélgica (Flandes) | Ultratop 50           | 2  |
| Países Bajos      | Dutch Charts          | 8  |
| España            | Promusicae            | 3  |
| Estados Unidos    | Billboard 200         | 5  |
| Francia           | SNEP                  | 7  |
| Nueva Zelanda     | RIANZ                 | 12 |
| Reino Unido       | Official Albums Chart | 6  |
| Suiza             | Schweizer Hitparade   | 1  |
| Japón             | Oricon                | 9  |